# Bauhinia pinheiroi
Bauhinia pinheiroi är en ärtväxtart som beskrevs av Richard P. Wunderlin. Bauhinia pinheiroi ingår i släktet Bauhinia och familjen ärtväxter. Inga underarter finns listade i Catalogue of Life.